# Île Bastien
L' île Bastien est une île située dans la commune de Saint-Laurent-du-Maroni, dans le département français de la Guyane.